# Who's Gonna Fill Their Shoes
Who's Gonna Fill Their Shoes è un album in studio del cantante statunitense George Jones, pubblicato nel 1985.

## Tracce
1. Who's Gonna Fill Their Shoes – 3:16 (Max D. Barnes, Troy Seals)
2. Just When – 3:12 (Alan Rhody, Bill Caswell)
3. The One I Loved Back Then (The Corvette Song) – 2:30 (Gary Gentry)
4. If I Painted a Picture – 2:47 (Charles Browder, Leona Williams)
5. If You Can Touch Her at All (con Lynn Anderson) – 3:28 (Lee Clayton)
6. Somebody Wants Me Out of the Way – 3:18 (Dennis Knutson, A.L. "Doodle" Owens)
7. A Whole Lot of Trouble for You – 2:17 (George Jones, Dale Schultz)
8. If Only You'd Love Me Again – 3:00 (Dennis Knutson, Eddie Burton)
9. Call the Wrecker for My Heart – 2:56 (Randy Haspel)
10. That's Good! That's Bad! (con Lacy J. Dalton) – 3:03 (Michael Garvin, Ron Hellard)